# Bonaparte beim Überschreiten der Alpen am Großen Sankt Bernhard
Das Gemälde Bonaparte beim Überschreiten der Alpen am Großen Sankt Bernhard des französischen Historienmalers Jacques-Louis David aus dem Jahr 1800, das er bis 1802 in fünf Versionen schuf, ist eines der bekanntesten Napoléon-Gemälde. Es stellt in idealisierter Form den Übergang Napoléons über die Alpen am Pass Großer Sankt Bernhard einige Wochen vor seinem Sieg über österreichische Truppen bei Marengo während des Zweiten Koalitionskrieges (1799–1802) dar.

## Beschreibung
Das Gemälde zeigt Napoléon Bonaparte, der auf dem Rücken eines sich aufrichtenden Pferdes sitzt. Die Front von Reiter und Pferd zeigt nach links. Napoléon trägt helllederne Reithosen, auf halber Höhe umgeschlagene Stiefel und eine blaue Generalsuniform, deren Kragen, Rockschöße und Ärmelaufschläge mit feinen Goldstickereien verziert sind. An einem roten Degengehenk ist ein Schwert mit reich geschmückter goldener Scheide befestigt. Um die Hüften trägt er eine links geknotete weiße (in einer der fünf Fassungen türkisblaue) Schärpe mit Goldfransen. Nur an der linken Hand, mit der er Zügel führt, trägt er einen Handschuh. Auf dem Kopf trägt Napoléon einen Zweispitz mit goldenem Rand und weiß-blau-roter Kokarde, die von einer goldenen Agraffe gehalten wird. Sein Oberkörper ist in einen Umhang gehüllt. Napoléons linke Faust hält die nicht angezogenen Zügel des Schimmels, dessen Augen, Nüstern und Mund wild aufgerissen sind. Napoléon sitzt ruhig im Sattel und schaut mit festem, entschlossenem Blick in Richtung des Betrachters. Sein Umhang, sein Haar, die Mähne und der Schweif des Pferdes wehen nach links, also in Marschrichtung. Mit der rechten Hand weist er die Richtung, nach oben.
Im Hintergrund ziehen seine Soldaten Kanonen einen schmalen Gebirgspass (großer St. Bernhard) hinauf (im Bild nach links oben). Ihnen folgt die Infanterie, von der nur die Bajonette zu sehen sind. Dahinter, auf der rechten Seite des Bildes, ist die Trikolore zu sehen, die ebenfalls in Marschrichtung weht. Dahinter auf der linken Seite höher, erhebt sich ein Gebirge (vermutlich der Alpenhauptkamm). Der Himmel im oberen Teil des Bildes ist bewölkt, bläuliche Stellen hinter Napoléons Kopf und über der Bergspitze sowie helle Felsen unterhalb der Steilwand hinter dem Hinterteil des Pferdes und in der Nähe des Gipfels könnten ein Aufklaren des Himmels darstellen.
Im Vordergrund, auf der linken Seite, sind in Großbuchstaben drei Namen in den Fels geritzt: „ANNIBAL“ (Hannibal), „KAROLUS MAGNUS“ (Karl der Große) und darüber „BONAPARTE“. Die unteren beiden Namen sind auf den meisten Abbildungen sowohl in den Büchern als auch auf Internetseiten teilweise abgeschnitten oder schlecht lesbar. Die zweite Inschrift lautet vollständig „KAROLUS MAGNUS IMP“.
Das Bild ist auf dem Zaumzeug des Pferdes signiert und mit der Datumsangabe des französischen Revolutionskalenders datiert.

## Bildtitel
Das Gemälde wird im Allgemeinen Künstlerlexikon unter dem französischen Titel Bonaparte franchissant les Alpes au Grand-Saint-Bernard geführt. Daneben gibt es noch andere, davon abweichende oder gekürzte Titel, u. a.:
- Bonaparte franchissant les Alpes au St. Bernard[4]
- Bonaparte franchissant le Grand-Saint-Bernard[5]
- Bonaparte franchissant le col du Grand Saint-Bernard[6]

Die korrekte Übersetzung des Titels aus dem Künstlerlexikon lautet Bonaparte beim Überschreiten der Alpen am Großen Sankt Bernhard. Das Gemälde wird u. a. unter folgenden deutschen Titeln geführt:
- Bonaparte überquert die Alpen am St. Bernhard[7]
- Bonaparte auf dem Großen St. Bernhard[8]
- Bonaparte, die Alpen überschreitend[9]

## Bildversionen
Von dem Gemälde gibt es fünf Versionen, die in den Jahren 1800 bis 1802 entstanden. David hatte die einzelnen Exemplare mit Hilfe anderer Maler angefertigt. Die Spanne der Unterschiede reicht von geringfügigen Details bis zu starken Unterschieden in den Farbtönen (vgl. Abb. 1–4). Die verschiedenen, jeweils in Öl auf Leinwand ausgeführten Versionen unterscheiden sich im Farbton des Hintergrundes, in der Gestaltung des Himmels, in der Farbe von Napoléons Umhang und in der Farbe des Pferdes. Der Hintergrund variiert zwischen rötlicher, gelblicher, blau-gräulicher und oliv-gräulicher Färbung. Auf einer Ausführung erkennt man deutlich eine aufbrechenden Wolkendecke und Sonnenstrahlen. Auf den meisten anderen ist der Himmel dicht bewölkt. Napoléons Umhang variiert zwischen rot und orange. Auf den meisten Versionen hat das Pferd ein weißes oder beiges Fell, auf einer Version ist es kastanienbraun. Außerdem sind die Versionen in verschiedenen Maßen ausgeführt worden. Die Höhe des Bildes variiert zwischen 259 und 272 cm, die Breite zwischen 221 und 237 cm. Die wahrscheinlich erste Version in Schloss Malmaison hat die Maße 259 × 221 cm.

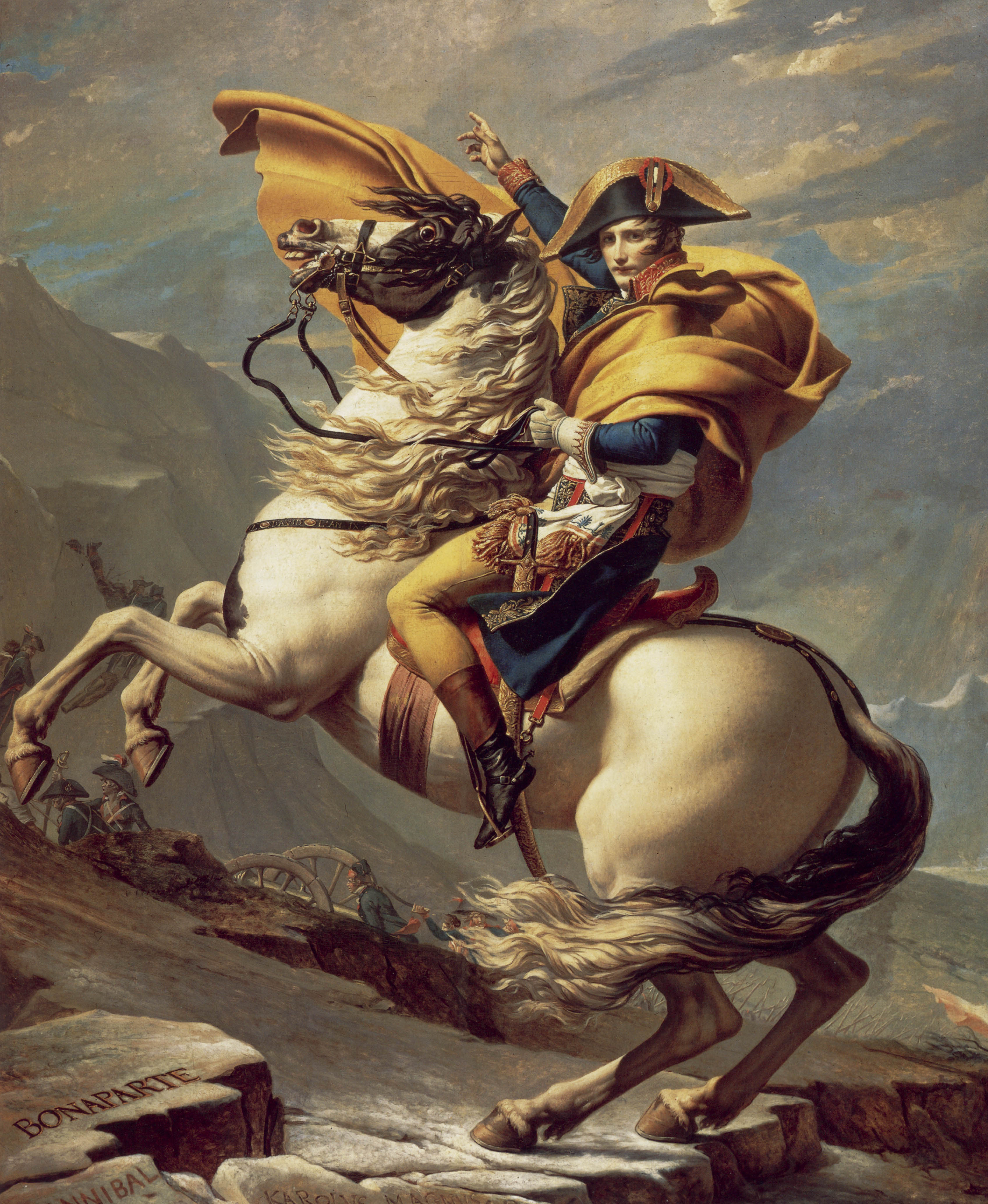
Abb. 1 Schloss Malmaison
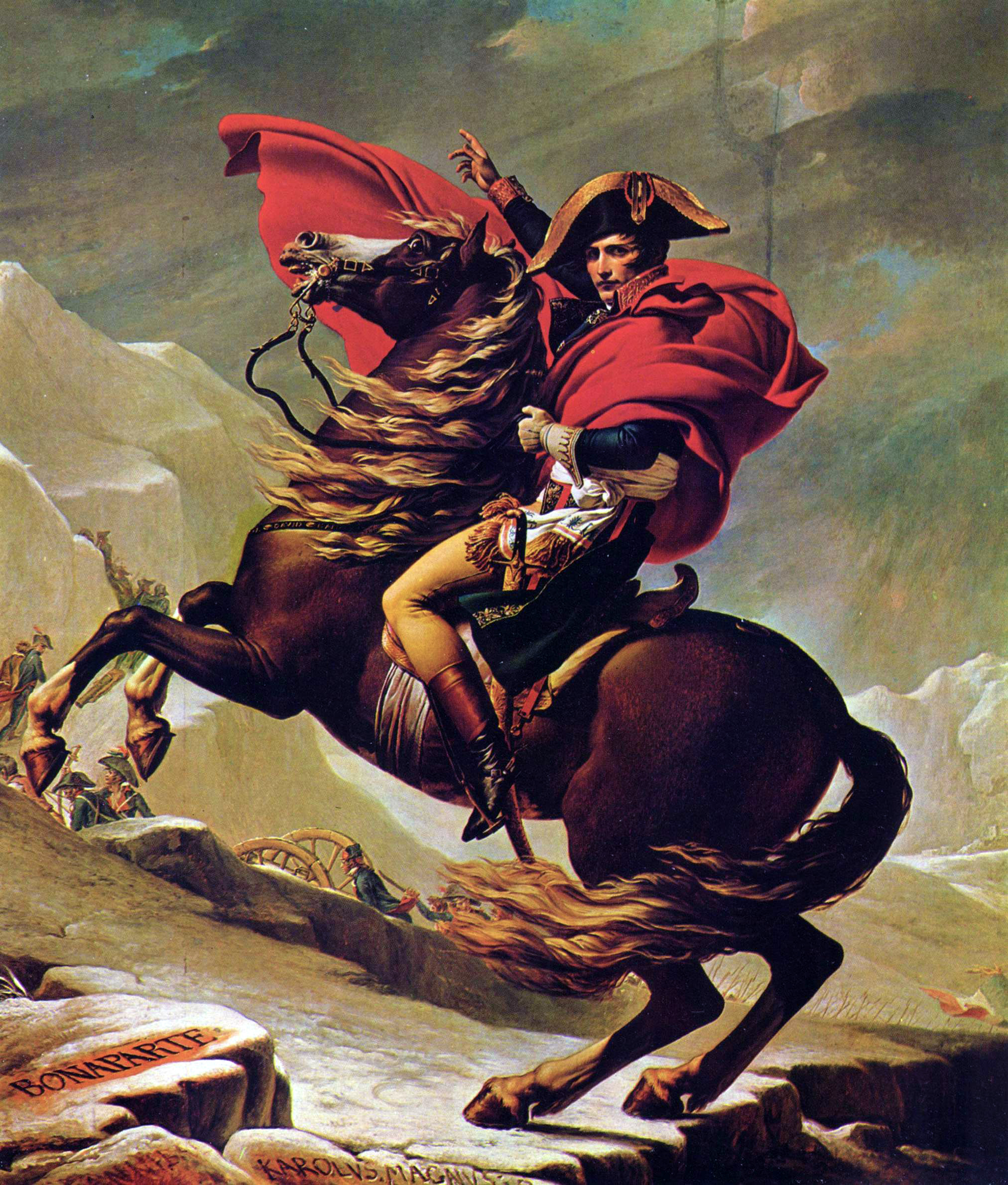
Abb. 2 1814 von Paris als Kriegsbeute ins Berliner Schloss, 1887 Schloss Wilhelmshöhe, seit 1936 Schloss Charlottenburg
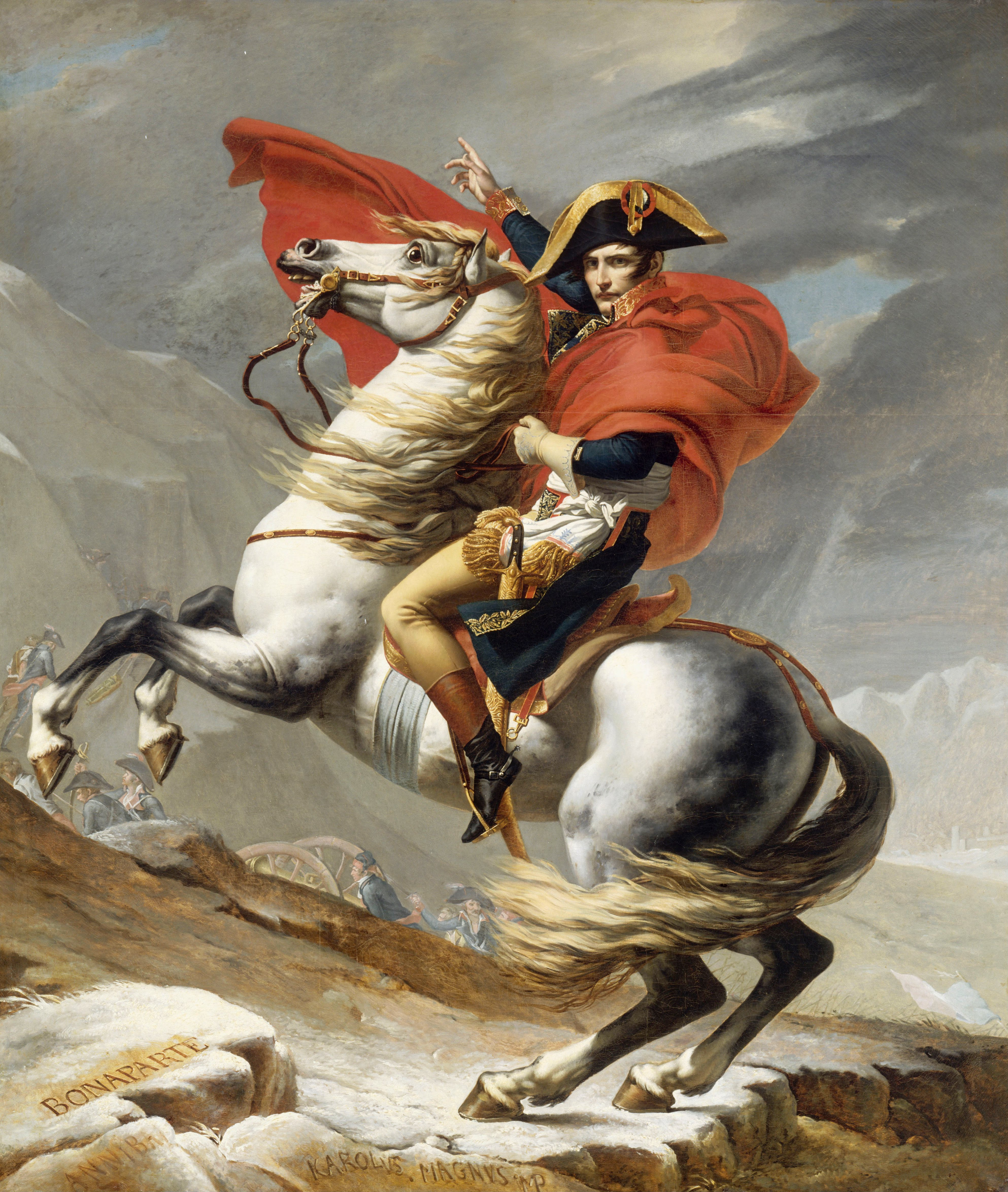
Abb. 3 Schloss Versailles, vormals Hôtel des Invalides, 1802
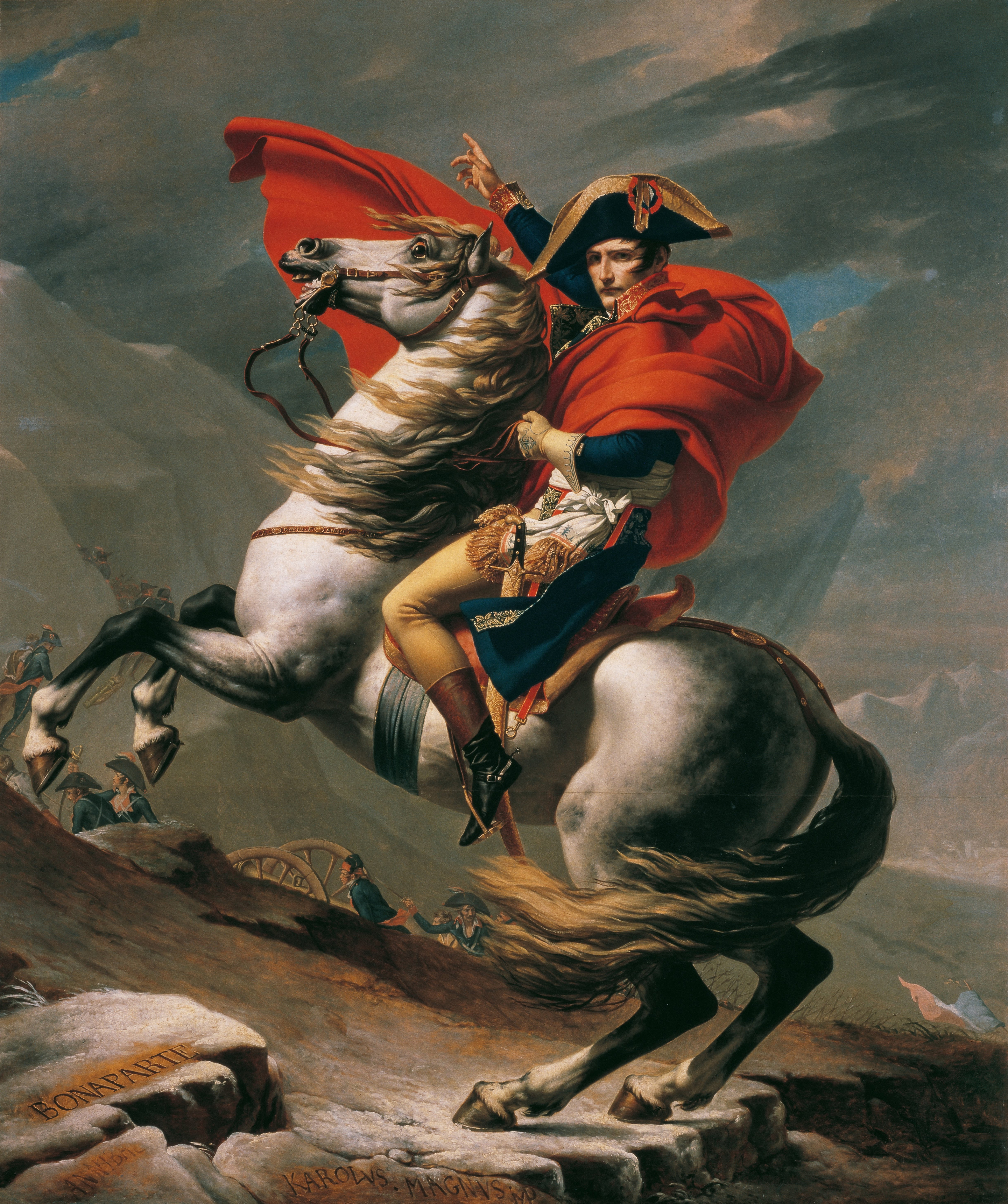
Abb. 4 Belvedere, Wien
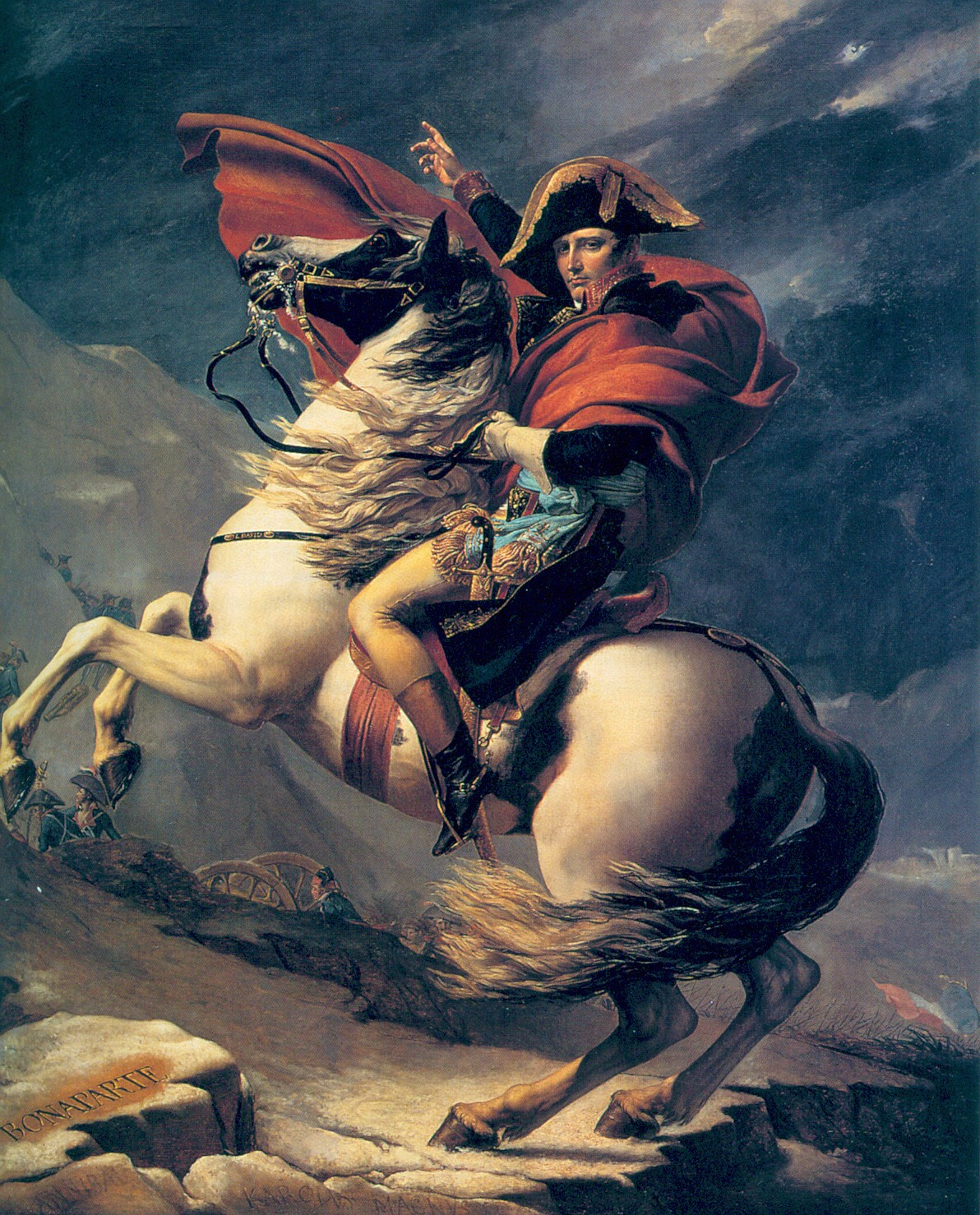
Abb. 5 Schloss Versailles, aus der Sammlung des Prinzen Napoleon

## Entstehung, Genre und Verbleib des Gemäldes
Wer das Gemälde in Auftrag gab, ist nicht sicher. Étienne-Jean Delécluze, ein Schüler Davids, nannte Napoléon selbst als Auftraggeber. Dieser soll ein Gemälde zur Erinnerung an den Sieg von Marengo gewünscht haben. Antoine Schnapper hält es für wahrscheinlicher, dass der spanische König Karl IV. das Gemälde vorgeschlagen hatte. Alexander Sturgis und Hollis Clayson nennen den König ausdrücklich als Auftraggeber. Angesichts der politischen Situation könnte man vermuten, dass das Bild für Karl IV. gemacht wurde, den Auftrag aber ein anderer gegeben hatte. Spanien war 1796 auf Seiten Frankreichs in den Ersten Koalitionskrieg eingetreten, jedoch blieb es im Zweiten Koalitionskrieg neutral. Das Gemälde könnte eine Warnung an den spanischen König gewesen sein. Wenn Napoléon mit einer Armee die Alpen überqueren konnte, so galt dies auch für die Pyrenäen. Zu dieser Theorie würde auch die Feststellung von Christopher Prendergast passen, die besagt, dass das Gemälde dem spanischen König gesandt wurde, wenn auch nur die zweite Version.
David wollte Napoléon mit dem Degen in der Hand malen, jedoch lehnte dieser ab, da man, wie er selbst sagte, Schlachten nicht mit dem Degen gewinnen würde. Er wünschte vielmehr, in ruhiger Pose auf einem heißblütigen Pferd gemalt zu werden. David ließ sich vom Kammerdiener Napoléons Uniform, Mantel, Hut, Stiefel und Degen, die Napoléon in Marengo getragen hatte, in sein Atelier bringen und zog damit eine Puppe an, die er als Modell benutzte.
Davids Gemälde gehört zur Gattung der Herrscherportraits zu Pferde, die auf die antiken kaiserlichen Reiterstatuen Roms zurückgehen. Diese Gattung wurde von Tizian durch sein Bild Kaiser Karl V. nach der Schlacht bei Mühlberg aus dem Jahre 1548 begründet. David bezog sich bei seinem Gemälde aber nicht nur auf Tizian. Als Vorbild für Napoléons Pferd nahm er Etienne-Maurice Falconets Reiterstandbild des russischen Zaren Peter der Große.
Davids Gemälde verblieb bis 1808/09 in Spanien, bis es von Joseph Bonaparte während seiner kurzen Regentschaft auf dem spanischen Thron wieder zurückerlangt wurde. Es befindet sich heute im Musée du Château de Malmaison. Die von Feldmarschall Gebhard Leberecht von Blücher während der Befreiungskriege aus Schloss Saint-Cloud erbeutete Version mit kastanienbraunem Pferd ist die für Napoleon erstellte zweite Bildfassung, heute im Schloss Charlottenburg in Berlin zu finden. Die dritte Version, ursprünglich im Hôtel des Invalides befindet sich heute nebst einer weiteren in Versailles. Die vierte Version, ursprünglich im Palast der Republik in Mailand befindet sich heute als Leihgabe des Kunsthistorischen Museums im Schloss Belvedere in Wien.

## Beleuchtung der historischen Tatsachen

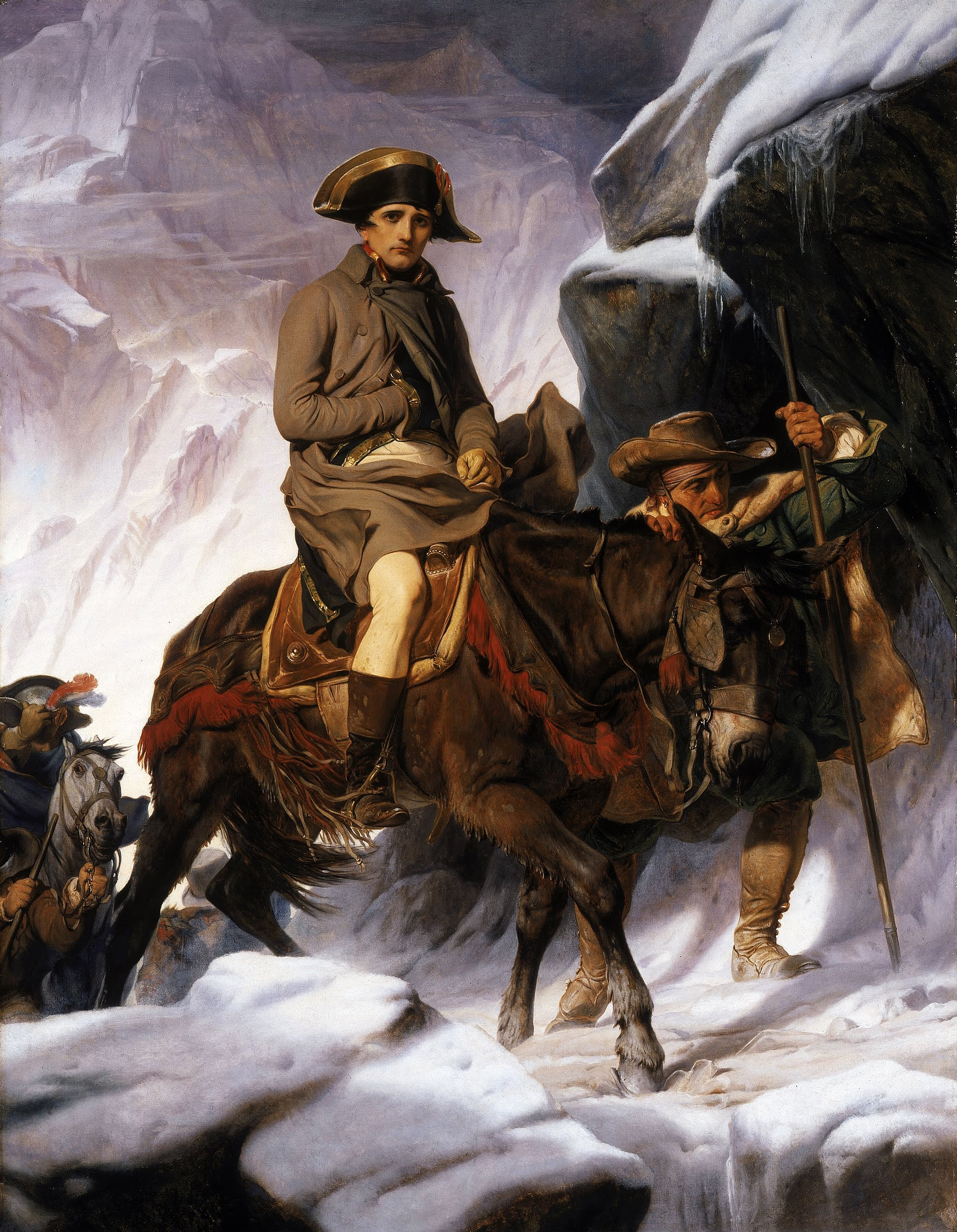
Realistischere Darstellung des gleichen Themas durch Hippolyte Delaroche aus dem Jahr 1850

Nach dem Ersten Koalitionskrieg (1792–1797) gerieten die oberitalienischen Gebiete unter die Kontrolle Frankreichs. Während des Zweiten Koalitionskrieges (1799–1802) marschierten die Österreicher in die zu Frankreich gehörende Lombardei ein. Napoléon, seit dem Staatsstreich vom 18. Brumaire VIII (9. November 1799) Erster Konsul, brach umgehend zu seinem zweiten Italienfeldzug auf. Um dem Feind in den Rücken zu fallen, ihm seine Versorgung wegzunehmen und ihn vom Nachschub abzuschneiden wagte Napoléon den Übergang über die Alpen. Nach der Überquerung des Großen St. Bernhard-Passes vom 17. bis 20. Mai 1800 fiel seine Armee in Oberitalien ein und schlug die österreichischen Truppen am 14. Juni bei Marengo. Zeitgleich griff Jean-Victor-Marie Moreau die Österreicher in Süddeutschland an und warf sie über den Inn zurück. Am 15. Juli wurde ein Waffenstillstand geschlossen.
Tatsächlich hatte Napoléon die Alpen, nicht wie auf dem Gemälde dargestellt auf einem Pferd, sondern auf einem Maultier, welches von einem Bergführer gelenkt wurde, in der Nachhut seiner Armee überquert. Mantel und Hut waren mit Ölzeug bedeckt und er nahm auch nicht dieselbe Route wie Hannibal. Die Beförderung der Kanonen hat ebenfalls nicht so stattgefunden wie es das Gemälde zeigt. Die Geschütze wurden zerlegt, die Lafetten auf Maultiere gespannt und die Rohre in ausgehöhlten Baumstämmen verpackt von jeweils 100 Mann den Berg hinaufgezogen und nicht von einigen wenigen Soldaten am Stück den Berg hinauf gezogen bzw. geschoben.
Napoléon war zur auf dem Gemälde dargestellten Zeit nur Erster Konsul und nicht, wie aufgrund der Verbindung zu Karl dem Großen und die einer Reiterstatue eines Cäsaren ähnlichen Darstellung denkbar, Kaiser der Franzosen. Dies wurde er erst 1804. Weil Napoléon erst knapp ein halbes Jahr vor der Schlacht von Marengo Erster Konsul wurde, kann man davon ausgehen, dass er nicht um Frankreichs Willen nach Oberitalien gezogen ist, wie es durch die dargestellte Trikolore unterstellt werden könnte. Vielmehr galt es ihm wohl, seine Macht zu sichern. Der Verlust der Lombardei und Piemonts hätte auch gleichzeitig einen Prestigeverlust bedeutet und seinen Rang als Erster Konsul gefährdet.
Schlussendlich war die Alpenüberquerung durch Napoléon nichts Ungewöhnliches oder Einzigartiges. Schon in den zwei Jahren vor Napoléons Übergang hatten französische Armeen die Alpen passiert, um österreichische und russische Truppen in der Schweiz abzufangen. Außerdem hatten während des Oberitalienfeldzuges vier weitere französische Verbände die Alpen überquert.
Napoléons Anteil am Sieg über Österreich ist ebenfalls nicht so, wie man bei der Betrachtung des Gemäldes denken könnte. Fünf weitere Feldherren (Jean Lannes, André Masséna, Louis Gabriel Suchet, Louis-Charles-Antoine Desaix und François-Etienne Kellermann) operierten im Kriegsgebiet. Desaix und Kellermann trugen entscheidend zum Sieg in Marengo bei.
Außerdem hatte Napoléon von Moreau eine Verstärkung durch Bon-Adrien-Jeannot de Moncey mit 25.000 Mann verlangt. Dieser kam Napoléon mit 15.000 Mann zu Hilfe – nach einem Marsch über die Alpen.
Abgesehen davon war Napoléons Sieg nicht der einzige, der zum Waffenstillstand führte. Überdies dauerte der erzwungene Frieden nicht lange, so dass die Siege nichts mehr wert waren. Wie schon erwähnt entstanden noch weitere Versionen des Gemäldes in den Jahren 1801 und 1802. Es ist wahrscheinlich, dass diese Versionen in Auftrag gegeben und verbreitet wurden, um Napoléons Ansehen als einziger erfolgreicher Feldherr aufrechtzuerhalten. Die Realität sah anders aus. Der Krieg war im November 1800 wieder aufgeflammt. Nun war es aber Moreau, dem es schon am 3. Dezember desselben Jahres gelang, die österreichischen Truppen bei Hohenlinden entscheidend zu schlagen und sie durch rasches Nachsetzen am 25. Dezember zum erneuten Waffenstillstand zu zwingen.

## Rezeption

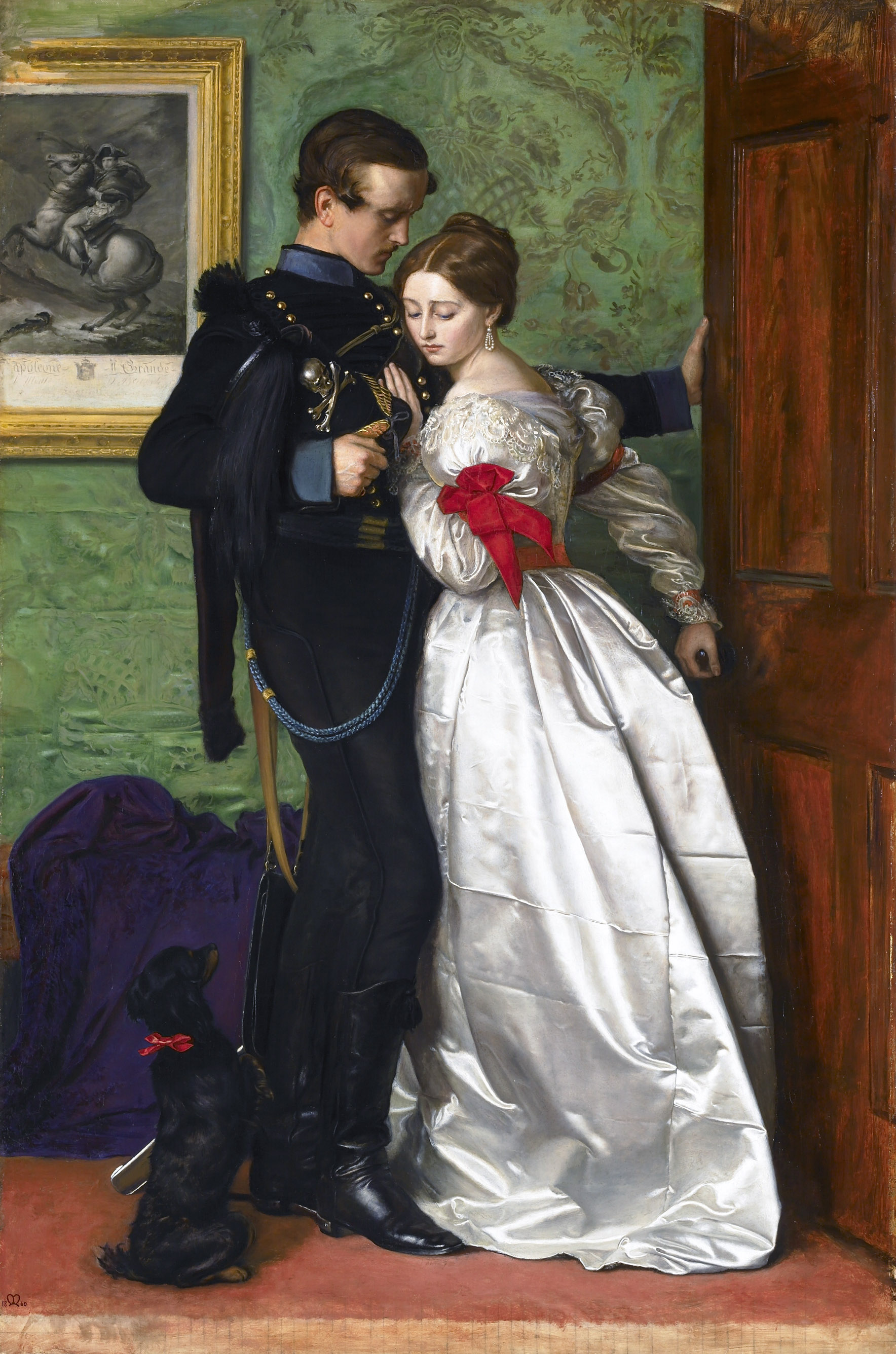
The Black Brunswicker von John Everett Millais aus dem Jahre 1860.

1860 verwendete der britische Maler John Everett Millais Davids Gemälde in seinem Werk The Black Brunswicker („Der Schwarze Braunschweiger“).